# 폴 라마디에
폴 라마디에(프랑스어: Paul Ramadier, 1888년 3월 17일~1961년 10월 14일)는 프랑스의 정치인으로, 프랑스 제4공화국 초대 총리다. 1947년 1월부터 11월까지 집권하였다.